# Nechtan III
Nechtan III, també conegut amb el nom de Nechtan mac Derile o Nechtan mac Der Ilei, va ser rei dels pictes del 706 a 724 i del 728 a 729. Va ser germà i successor de Brude mac Derile. El seu regnat està excepcionalment ben documentat.

## Orígens
Nechtan i el seu germà gran i predecessor Bridei IV han estat considerats durant molt de temps com a fills d'un príncep picte desconegut anomenat Derile o Der-Ilei Una hipòtesi més recent plantejada per l'historiador nord-americà Thomas Owen Clancy, i desenvolupada per James E. Fraser, diu que els dos reis van ser fills d'una princesa picta anomenada Der-Ilei i l'hereu d'una branca júnior del monarca Comgall mac Domangairt anomenat Dargart mac Finguine, assassinat el 686/693.
Aquest Dargart va ser fill de Finnguine Fota (assassinat el 690), besnet del rei escot Conall. Conall era fill de Comgall mac Domangairt de Dál Riata. Pel que fa a la seva mare Der-Ilei, es creu que va ser una filla o, menys probable, una germana de Bridei mac Beli, rei dels pictes (mort el 693).

## Política religiosa
Va ser amb el regnat de Nechtan mac Derile que els usos religiosos romans es van imposar entre els pictes vers 710-717. Va ser gràcies a la influència de Sant Coelfrith, abat de Jarrow del 682 fins a la seva mort el 716. Beda el Venerable explica que el rei picte, que semblava personalment favorable a la fixació de la data de Pasqua segons el còmput romà, havia sol·licitat explicacions detallades al prelat soble la qüestió per a poder-les exposar al seu clergat:

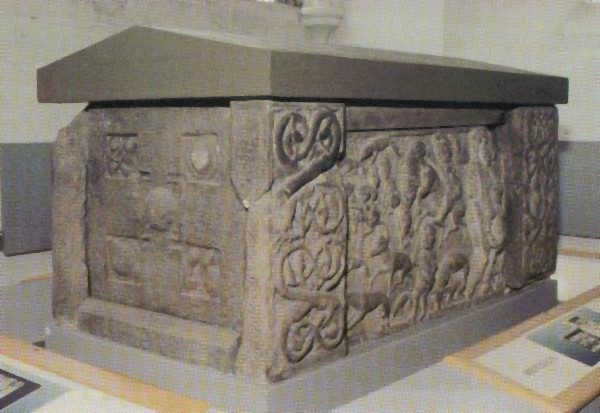
Hi ha hagut la creença que el sarcòfag de Sant Andreu va ser encarregat per Óengus I per a acollir les despulles de Nechtan III. Tanmateix el més probable és que aquest sarcòfag servís per al seu propi enterrament.

| « | En aquella època, Naitan, el rei dels pictes que viuen al nord de Britànnia, va descobrir mitjançant un estudi freqüent dels escrits eclesiàstics, l'error en el que el seu poble havia caigut, pel que fa a la data de l'observança de Pasqua. | » |

Nechtan li va demanar d'exposar per carta els arguments per tal de poder refutar tots aquells que tinguessin la intenció de celebrar la Pasqua en una data errònia. I si bé el rei va ser «àmpliament informat sobre el tema», va acabar demanant també precisions sobre la forma i les raons de la tonsura dels clergues. Per altra banda, va demanar l'enviament de mestres d'obra per tal de:
| « | Bastir una església de pedra segons les convencions romanes, que s'havia compromès a dedicar a Sant Pere, cap dels apòstols, afegit també que ell i el seu poble seguirien sempre les regles de la Santa Església catòlica i romana, en la mesura que ho permetès la seva situació allunyada de Roma i la seva llengua. | » |

L'expulsió de la comunitat d'Iona del nord de Britànnia pel rei Nechtan, aplicant aquesta reforma eclesiàstica, apareix als annals irlandesos el 717. L'expulsió el 717 del clergat d'Iona s'ha considerat una senyal del "nationalisme" picte enfront de la influència gaèlica del regne.

## Fi del regnat
El 724 Nechtan hauria decidit retirar-se en un monestir, potser pressionat pel partidaris del clergat colombà. En tot cas, aquest retir va obrir un període de guerres civils entre els pictes.
Drest VII serà el successor de Nechtan el 724. Es creu que podria ser el seu nebot. Tot i així Nechtan va sortir del seu monestir per intentar recuperar el tron. El 725 Simul mac Drust, fill del seu successor, serà empresonat pels partidaris de Nechtan, el que probocarà el també ràpid empresonament del vell monarca el 726. Aquell mateix any, Drest va ser desposseït per un nou pretendent al tron anomenat Alpin mac Echdach, segurament. Alpí sostindrà el poder durant dos anys deixant fora provisionalment a Drest.
El 727 va aparèixer encara un altre pretendent al tron dels pictes originari del Circenn (Angus): Unuist mac Urguist (Óengus mac Fergusa). El 728 va vèncer a Alpí i va matar en combat al seu fill. Aquell mateix any Óengus mac Fergusa guanyarà dues batalles més contra Alpí, que es veurà obligat a fugir.
Durant tot aquest temps, Nechtan havia aconseguit tornar a tenir el poder sobre els pictes. El 729, Óengus I va vèncer les forces de Nechtan a prop del loch Inch a la bataille de Monith Carno, on van morir els exactors (col·lectors de tributs roials), Biceot mac Monert i el seus fills Ferot mac Finnguin i Finnguin mac Drostan. Aquell mateix any, el 12 d'agost, a la batalla de Druim Derg Blathuug Óengus I va vèncer definitivament a Drest, que hi va morir.
Nechtan III, vençut el 729, va tornar al monestir, on hi morirà el 732 per causes naturals.